# Municipio de San Lorenzo Cuaunecuiltitla
El municipio de San Lorenzo Cuaunecuiltitla (del náhuatl: Lugar entre cuajinicuiles)es uno de los 570 municipios que conforman al estado mexicano de Oaxaca. Pertenece al distrito de Teotitlán, dentro de la Región Sierra de Flores Magón. Su cabecera es la localidad de San Lorenzo Cuaunecuiltitla.

## Geografía
El municipio abarca 8.64 km² y se encuentra a una altitud promedio de 1900 m s. n. m., oscilando entre 2100 y 1000 m s. n. m.
Colinda al norte con el estado de Puebla, al este con el municipio de Santa Ana Ateixtlahuaca, al sur con San Pedro Ocopetatillo y Santa Ana Ateixtlahuaca, y al oeste con San Francisco Huehuetlán.

### Fisiografía
El municipio pertenece a la subprovincia de las sierras orientales, dentro de la provincia de la Sierra Madre del Sur. Su territorio es abarcado por completo por el sistema de topoformas de la sierra de cumbres tendidas.

### Hidrografía
San Lorenzo Cuaunecuiltitla se encuentra en la subcuenca del río Petlapa, dentro de la cuenca del río Papaloapan, perteneciente a la región hidrológica del Papaloapan. El afluente más importante del municipio es el arroyo Agua Bendita.

## Clima
El clima del municipio es Semicálido húmedo con lluvias todo el año en el 98% de su territorio y templado húmedo con abundantes lluvias en verano en el 2% restante. El rango de temperatura promedio es de 16 a 22 grados celcius, el máximo promedio oscila de los 26 a los 28 grados y el mínimo promedio es de 8 a 10 grados. El rango de precipitación promedio anual es de 2000 a 2500 mm y los meses de lluvia van de octubre a mayo.

## Demografía
De acuerdo al último censo, realizado por el INEGI en 2010, en el municipio habitan 771 personas, repartidas entre 1 localidad. Del total de habitantes del municipio, 634 dominan alguna lengua indígena.

### Grado de marginación
De acuerdo a los estudios realizados por la Secretaría de Desarrollo Social en 2010, 64% de la población del municipio vive en condiciones de pobreza extrema. El grado de marginación de San Lorenzo Cuaunecuiltitla es clasificado como Muy alto. En 2013 el municipio fue incluido en la Cruzada nacional contra el hambre.

## Gobierno
El municipio se rige mediante el sistema de usos y costumbres, eligiendo gobernantes cada tres años de acuerdo a un sistema establecido por las tradiciones de sus antepasados.